# Buckautal
Buckautal è un comune del Brandeburgo, in Germania.

Appartiene al circondario di Potsdam-Mittelmark ed è parte dell'Amt Ziesar.

## Storia
Il comune di Buckautal fu creato il 1º marzo 2002 dalla fusione dei comuni di Buckau, Dretzen e Steinberg.

## Geografia antropica

### Suddivisioni amministrative
Il territorio comunale comprende 3 centri abitati (Ortsteil):
- Buckau
- Dretzen
- Steinberg